# Blaž Jarc
Blaž Jarc (Novo Mesto, 17 de julio de 1988) es un exciclista esloveno, retirado en 2014.

## Biografía
En 2005 Blaž Jarc fue campeón de Eslovenia en contrarreloj en categoría junior. En 2006, fue tercero de la Copa del Mundo UCI Juniors donde ganó una de las mangas, el Tour de Istrie.
En 2007 fichó por el equipo continental esloveno Adria Mobil. Fue tercero en el Campeonato de Eslovenia de Ciclismo Contrarreloj superado por Kristjan Koren y Gregor Gazvoda. En 2009 fue campeón nacional en ruta en categoría élite y campeón nacional en contrarreloj en categoría sub-23. En los campeonatos del mundo de 2009 en Mendrisio quedó octavo en la contrarreloj sub-23 y abandonó en la carrera en línea. En 2011 ganó el Porec Trophy y al año siguiente fichó por el Team NetApp.
El 15 de octubre de 2014 anunció su retirada del ciclismo tras ocho temporadas como profesional y con 26 años de edad alegando falta de ilusión en su carrera deportiva. En la actualidad se dedicará al cuidado de su granja y a la labranza.

## Palmarés
2007
- 3.º en el Campeonato de Eslovenia Contrarreloj

2009
- Campeonato de Eslovenia en Ruta

2011
- Porec Trophy
- 1 etapa del Tour de Galípoli

2013
- Gran Premio de la Villa de Zottegem

2014
- 3.º en el Campeonato de Eslovenia Contrarreloj